# Mont Thor (Antarctique)
Pour les articles homonymes, voir Mont Thor (homonymie) et Thor (homonymie).
 (septembre 2018).
Le mont Thor (en anglais : Mount Thor) est une montagne située dans la terre Victoria, en Antarctique.
Nommé par la Victoria University of Wellington Antarctic Expedition (en) (VUWAE) en 1958-1959, il s'élève à 2 000 mètres d'altitude.